# Rote Ruhrarmee

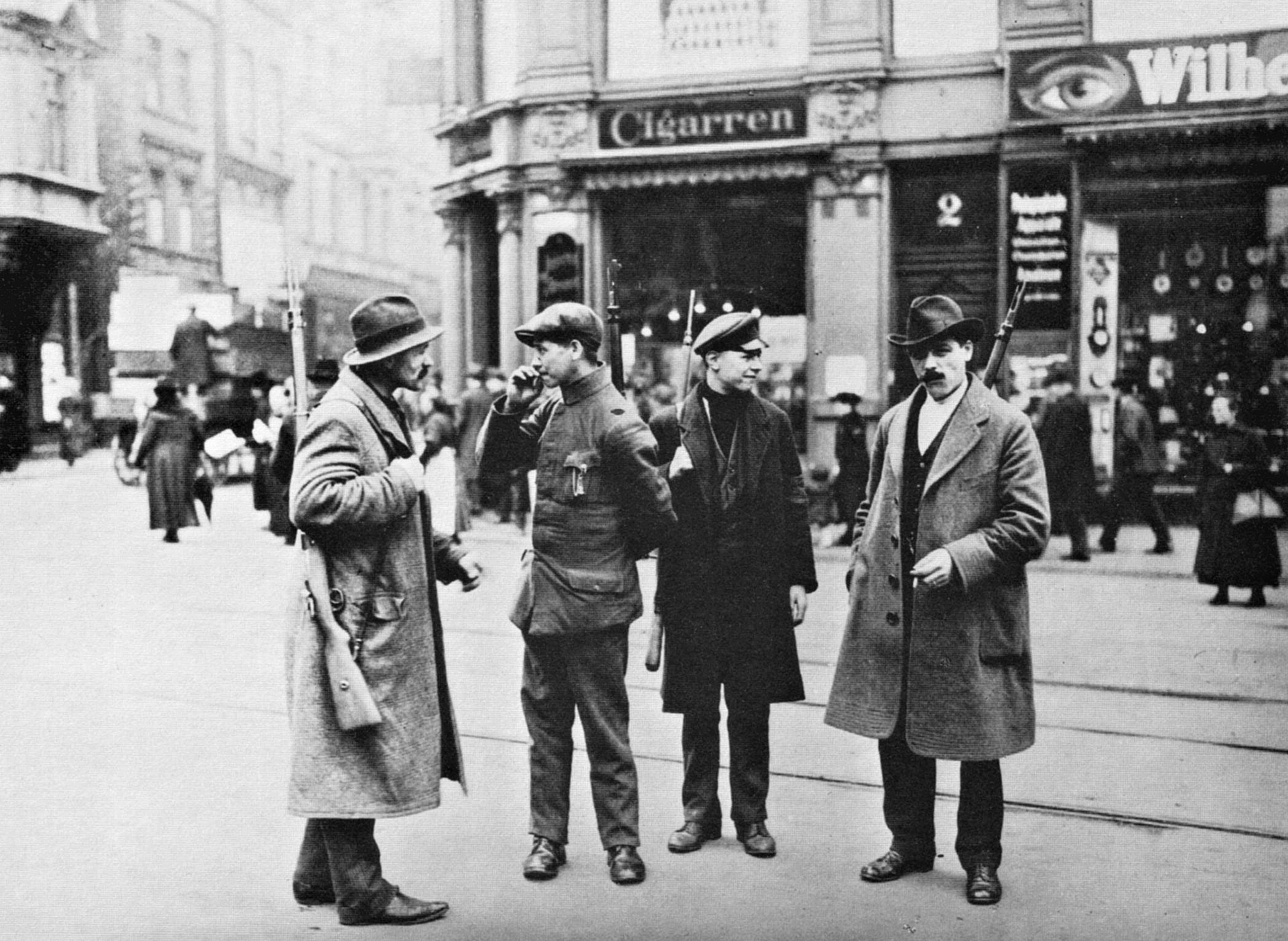
Angehörige der Roten Ruhrarmee in Dortmund (1920)

Die Rote Ruhrarmee führte im Ruhrgebiet im März 1920 zur Abwehr des völkisch-nationalistischen Kapp-Putsches und zur Durchsetzung revolutionärer Forderungen einen bewaffneten Kampf gegen die reaktionären und republikfeindlichen Freikorps und andere Reichswehrtruppen, der auch als Aufstand an der Ruhr bezeichnet wird.

## Geschichte
Zeitgleich mit dem Kapp-Putsch fand am 14. März 1920 in Elberfeld ein Treffen von Vertretern von USPD, KPD und SPD statt, bei dem die regionalen Arbeiterparteien sich gegen die rechtsextremen Putschisten verbündeten. Ihre Vertreter unterzeichneten einen gemeinsamen Aufruf zur Übernahme der politischen Macht in der Region. Der Generalstreik wurde ausgerufen, in den größeren Orten des Ruhrgebiets übernahmen spontan gebildete lokale Vollzugsräte die politische Gewalt, die Arbeiterschaft bewaffnete sich und stellte Kampfverbände auf.
Diese sich bildende „Rote Ruhrarmee“ zählte mehr als 50.000 Bewaffnete, zu einem großen Teil vom Ersten Weltkrieg her fronterfahrene Arbeiter. Eine Mehrheit gehörte den von der SPD dominierten Freien Gewerkschaften, eine starke Minderheit der syndikalistischen Gewerkschaft Freie Arbeiter-Union Deutschlands (FAUD) an. Insoweit Mitglieder von Parteien unter den Milizionären waren, lag die USPD mit knapp 60 Prozent weit vor der KPD mit etwa 30 Prozent sowie der SPD mit 10 Prozent.

Eine zentrale Leitung fehlte, nachdem der „Zentralrat“ in Essen ebenso wenig wie eine moderatere Hagener „Zentrale“ durchsetzungsfähig gegenüber den lokalen und regionalen Führungen mit ihren unterschiedlichen politischen Dispositionen war.
Während mit der Rechtsregierung unter Gustav von Kahr eine bayerische Variante eines Staatsstreichs von der Reichsregierung akzeptiert wurde, entschied die Reichsregierung (Kabinett Bauer) zusammen mit der preußischen Regierung (Kabinett Hirsch), beide SPD-geführt, den „Aufstand“ im Ruhrgebiet durch die Reichswehr militärisch niederschlagen zu lassen.
Ein „Bielefelder Abkommen“ zwischen Reichsregierung und preußischer Regierung einerseits und beteiligten Gewerkschaften und Parteien andererseits, mit dem zunächst ein Waffenstillstand angestrebt wurde, sah eine Amnestie, die Aufstellung republikanischer Ortswehren und die Abgabe der Waffen der Einheiten der Roten Ruhrarmee vor. Örtliche und regionale Leitungen vor allem mit USPD-Dominanz stimmten dem zu, KPD-geführte wie der Essener Zentralrat verlangten die Fortsetzung der Verhandlungen, wieder andere lehnten einen Waffenstillstand grundsätzlich ab. Auf Essener Initiative kam es wie beim Kapp-Lüttwitz-Putsch zu einem Generalstreik, an dem sich 330.000 Ruhrarbeiter beteiligten, drei Viertel der Ruhr-Belegschaften.
Dem folgten ein Ultimatum der preußischen und der Reichsregierung, ohne Absprache mit ihnen noch verschärft von dem Reichswehrvertreter Generalleutnant Oskar von Watter durch unter anderen eine nicht realisierbare Terminsetzung, danach weitere Verhandlungen und schließlich der Einsatz der Regierungstruppen seit dem 2. April 1920 gegen die sich inzwischen bereits auflösenden Arbeitereinheiten. Die Reichswehrverbände bestanden zu diesem Zeitpunkt weitgehend aus republikfeindlichen Freikorpseinheiten, die kurz zuvor an der Seite der Kapp-Lüttwitz-Putschisten gegen die Reichsregierung gestanden hatten. Nicht Schwarz-Rot-Gold, wie von Regierungsvertretern gefordert, war ihre Farbe, sondern demonstrativ Schwarz-Weiß-Rot, die Trikolore der rechten Republik- und Verfassungsgegner.
Die anschließende Besetzung des Ruhrgebiets durch Freikorps wie der Marine-Brigade von Loewenfeld und dem Freikorps Lichtschlag und andere bewaffnete Einheiten der Regierung „war von Gewalttaten und Grausamkeiten begleitet, die den ‚roten Terror‘ in den Schatten stellten.“ Bei Pelkum erschossen Angehörige der Brigade Epp bewaffnete Arbeiter, die in dem vorausgegangenen Gefecht verwundet worden waren. Zahllose Milizionäre wurden „auf der Flucht erschossen“.
Die Gesamtzahl der Toten, die die Ruhrarbeiter zu beklagen hatten, ist niemals genau ermittelt worden. Sie lag mit Sicherheit weit über 1000. Die meisten von ihnen wurden erst nach ihrer Gefangennahme getötet. Die Regierungstruppen zählten 208 Tote und 112 Vermisste, die Sicherheitspolizei 41.

## Film
- Heiner Herde: Die Rote Ruhrarmee. NDR 3, 1979